# Nowa Wieś (gmina Popów)
Nowa Wieś – wieś w Polsce położona w województwie śląskim, w powiecie kłobuckim, w gminie Popów, nad rzeką Liswartą.
| SIMC    | Nazwa | Rodzaj    |
| ------- | ----- | --------- |
| 0142823 | Koty  | część wsi |
| 0142830 | Łyki  | część wsi |
| 0142846 | Turki | część wsi |

W latach 1975–1998 miejscowość administracyjnie należała do województwa częstochowskiego.